# Nándor Horánszky

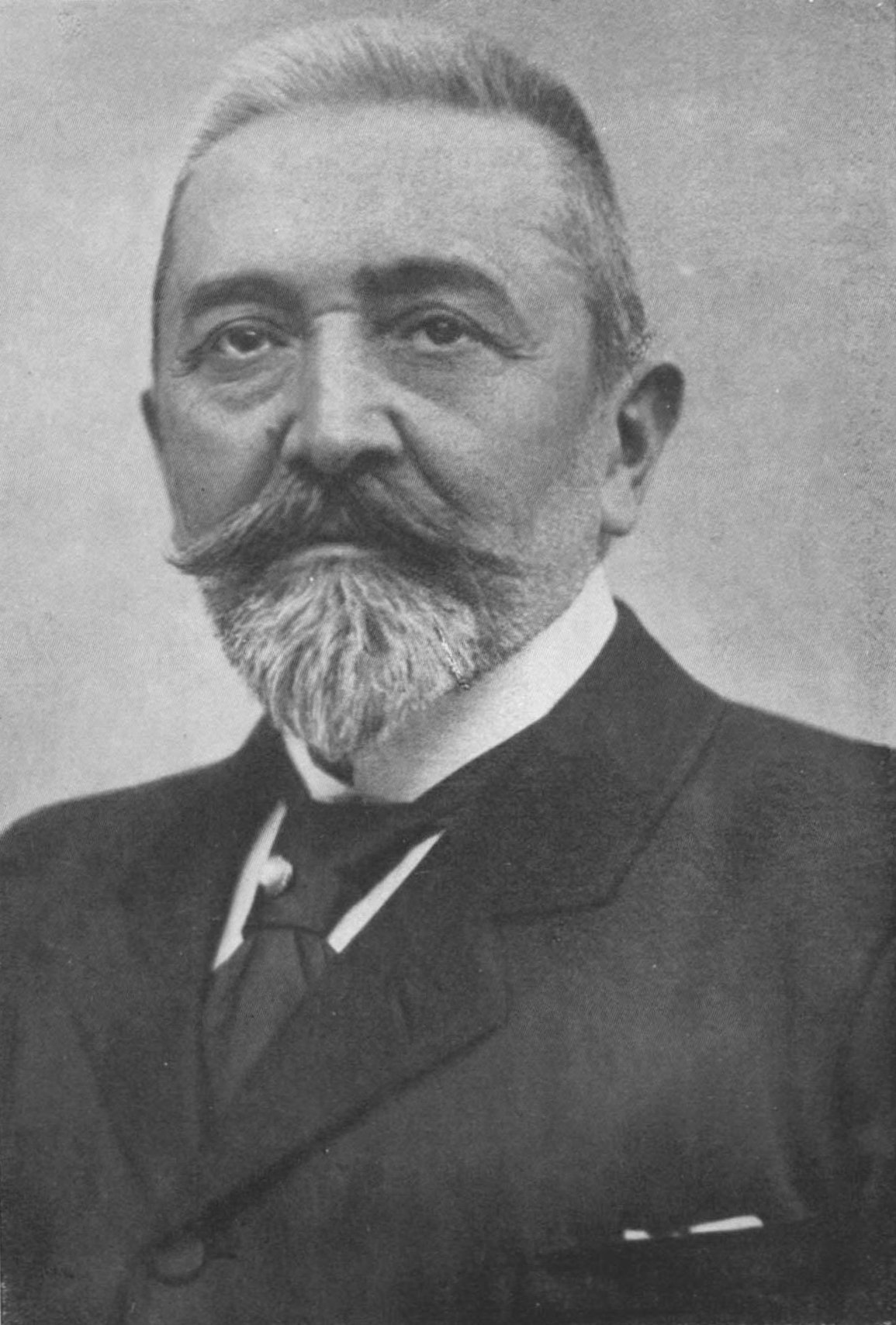
Nándor Horánszky, 1902

Nándor Horánszky von Hóra und Tótfalu (* 15. Januar 1838 in Eger; † 19. April 1902 in Budapest) war ein ungarischer Anwalt, Politiker und 1902 kurzzeitig Handelsminister.

## Leben
Horánszky entstammte einem alten ungarischen Adelsgeschlecht, das im Komitat Liptó ansässig war. Nach dem Studium der Rechtswissenschaften in Pest wurde Horánszky 1861 Gerichtsschreiber an der königlichen Tafel, und im selben Jahr Richter in Szolnok. Nach dem Österreichisch-Ungarischen Ausgleich (1867) nahm er intensiv am öffentlichen Leben teil, und wurde 1872 Abgeordneter der gemäßigten Linken im ungarischen Reichstag. 1875 schloss er sich der Liberalen Partei an, trat jedoch wenig später wieder aus und gründete mit Albert Apponyi die Nationale Partei (Nemzeti Párt). Am 4. März 1903 wurde er von Ministerpräsident Kálmán Széll zum Handelsminister ernannt, starb jedoch wenige Wochen später.  